# Demir Hisar
Demir Hisar (Macedonisch: Демир Хисар) is een gemeente in Noord-Macedonië.
Demir Hisar telt 9497 inwoners (2002). De oppervlakte bedraagt 480,13 km², de bevolkingsdichtheid is 19,8 inwoners per km².